# Гончаренко Діана Богданівна
Діана Богданівна Гончаренко (нар. 20 вересня 2004) — українська легкоатлетка, яка спеціалізується на бігу на короткі дистанції.
На внутрішніх змаганнях представляє Сумську область.
Тренується під керівництвом Олега Білодіда та Сергія Коржа у Східному центрі олімпійської підготовки.

## Спортивні досягнення
Фіналістка (4-е місце) чемпіонату Балканської легкоатлетичної асоціації з бігу на 100 метрів (2025).
Фіналістка (7-е місце) чемпіонату Європи серед юніорів з бігу на 100 метрів (2023).
Чемпіонка України з бігу на 100 метрів (2023, 2024, 2025). Срібна призерка чемпіонату України з бігу на 100 метрів (2022) та естафетного бігу 4×100 метрів (2023, 2024).
Чемпіонка України в приміщенні з бігу на 60 метрів (2024, 2025). Срібна призерка чемпіонату України в приміщенні з бігу на 60 метрів (2023).

### Молодь (до 23 років)
Чемпіонка України серед молоді з бігу на 100 метрів (2023, 2025).

### Юніори (до 20 років)
Фіналістка (7-е місце) чемпіонату Балканської легкоатлетичної асоціації в приміщенні з бігу на 60 метрів (2022).
Чемпіонка України серед юніорів з бігу на 100 метрів (2022, 2023) та 200 метрів (2021, 2022). Срібна призерка чемпіонату України серед юніорів з бігу на 100 метрів (2021) та 200 метрів (2020).
Чемпіонка України в приміщенні серед юніорів з бігу на 60 метрів (2022, 2023). Срібна призерка чемпіонату України в приміщенні серед юніорів з бігу на 60 метрів (2021) та 200 метрів (2020, 2021, 2022).

### Юнаки (до 18 років)
Чемпіонка Балканської легкоатлетичної асоціації серед юнаків з бігу на 100 метрів (2021).
Чемпіонка України серед юнаків з бігу на 200 метрів (2021). Срібна призерка чемпіонату України серед юнаків з бігу на 100 метрів (2020, 2021). Бронзова призерка чемпіонату України серед юнаків з бігу на 200 метрів (2020).
Чемпіонка України в приміщенні серед юнаків з бігу на 60 метрів (2021). Бронзова призерка чемпіонату України в приміщенні серед юнаків з бігу на 400 метрів (2020).